# 巴卜達區
33°50′05″N 35°32′31″E / 33.8347°N 35.542°E

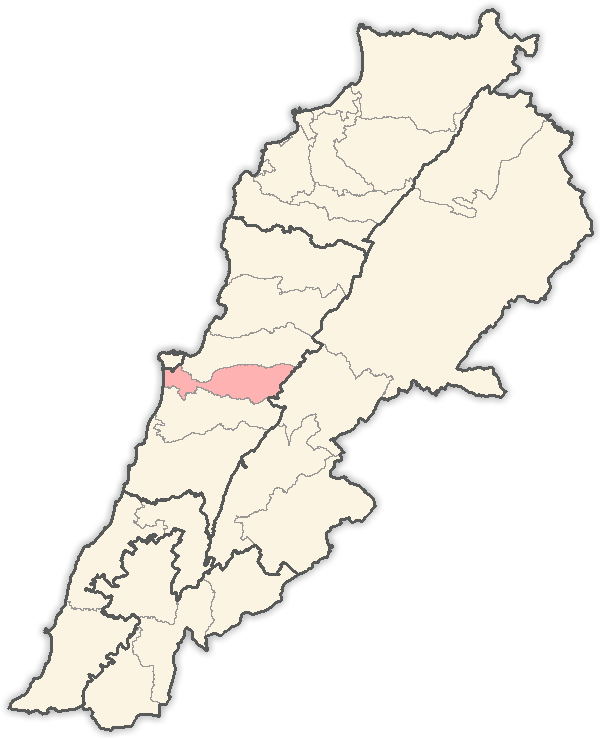

巴卜達區（阿拉伯语：‎）是黎巴嫩黎巴嫩山省的區份，位於該國西部，首府設於巴卜達，面積430平方公里，2008年人口371,882，人口密度每平方公里865人。